# Radosław Rydlewski
Radosław Rydlewski (* 1. Juli 1971 in Posen) ist ein polnischer Tenor. 
Der in Polen geborene Tenor begann seine musikalische Ausbildung an der Staatlichen Musikhochschule seiner Heimatstadt Poznań. Nach dem Diplom im Fach Trompete und Klavier, absolvierte er ebenfalls an der Staatlichen Musikhochschule Poznań von 1992 bis 1998 sein Gesangsstudium, welches er mit Magister abschloss und anschließend im Studiengang Opernstudio an der Staatlichen Hochschule für Musik und Darstellende Kunst Heidelberg-Mannheim ergänzte. Der mehrfache Preisträger internationaler Gesangswettbewerbe machte seine ersten Bühnenerfahrungen bereits als Siebenjähriger mit dem weltberühmten Knabenchor Polnische Nachtigallen, mit denen er die darauf folgenden acht Jahre weltweit konzertierte. Seine berufliche Laufbahn begann am Opernhaus Poznań, gefolgt von einem siebenjährigen Engagement am Theater Hof, wo er weit über 20 Titelpartien von Opern und Operetten sang. Darüber hinaus gestaltete er viele Gastrollen u. a. am Theater Luxemburg, Mannheim, dem Anhaltischen Theater Dessau, sowie in Dresden, Berlin, Bayreuth, Baden-Baden, u. a. Seit 2007 ist er Erster Tenor des Ensembles der Musikalischen Komödie der Oper Leipzig. Konzerttätigkeiten im In- und Ausland runden die künstlerisch vielseitige Tätigkeit des Tenors ab.